# Ján Gomola
Ján Gomola (* 2. ledna 1944) je bývalý slovenský fotbalista, útočník.

## Fotbalová kariéra
V československé lize hrál za Jednotu Trenčín, TJ SU Teplice, ZVL Žilina a TJ Škoda Plzeň. Nastoupil ve 160 ligových utkáních a dal 20 gólů. Základní vojenskou službu absolvoval v dresu RH Cheb, hrající tehdy krajský přebor Západočeského kraje.

## Ligová bilance
| Ročník                                     | Zápasy | Góly | Klub            |
| ------------------------------------------ | ------ | ---- | --------------- |
| Západočeský krajský přebor 1963/1964       | -      | -    | RH Cheb         |
| Západočeský krajský přebor 1964/1965       | -      | -    | RH Cheb         |
| 1. československá fotbalová liga 1966/1967 | 6      | 1    | Jednota Trenčín |
| 1. československá fotbalová liga 1967/1968 | 1      | 0    | Jednota Trenčín |
| 1. československá fotbalová liga 1967/1968 | 3      | 0    | TJ SU Teplice   |
| 1. československá fotbalová liga 1968/1969 | 25     | 4    | TJ SU Teplice   |
| 1. československá fotbalová liga 1969/1970 | 30     | 3    | TJ SU Teplice   |
| 1. československá fotbalová liga 1970/1971 | 30     | 3    | ZVL Žilina      |
| 1. československá fotbalová liga 1971/1972 | 14     | 3    | ZVL Žilina      |
| 1. československá fotbalová liga 1972/1973 | 30     | 5    | TJ Škoda Plzeň  |
| 1. československá fotbalová liga 1973/1974 | 29     | 1    | TJ Škoda Plzeň  |
| 1. československá fotbalová liga 1974/1975 | 1      | 0    | TJ Škoda Plzeň  |
| CELKEM                                     | 160    | 209  |                 |